# Knodus mizquae
Knodus mizquae är en fiskart som först beskrevs av Fowler, 1943.  Knodus mizquae ingår i släktet Knodus och familjen Characidae. IUCN kategoriserar arten globalt som otillräckligt studerad. Inga underarter finns listade i Catalogue of Life.